# 에디터톤

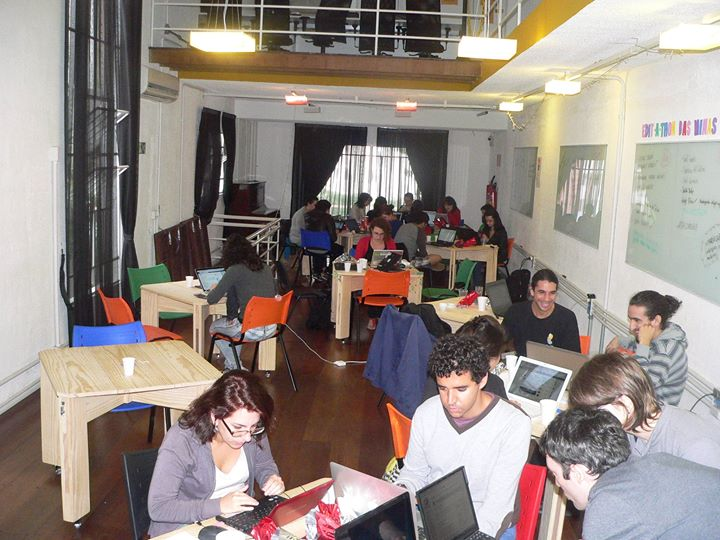
브라질 상파울루에서 개최된 에디터톤이 진행되고 있는 모습.

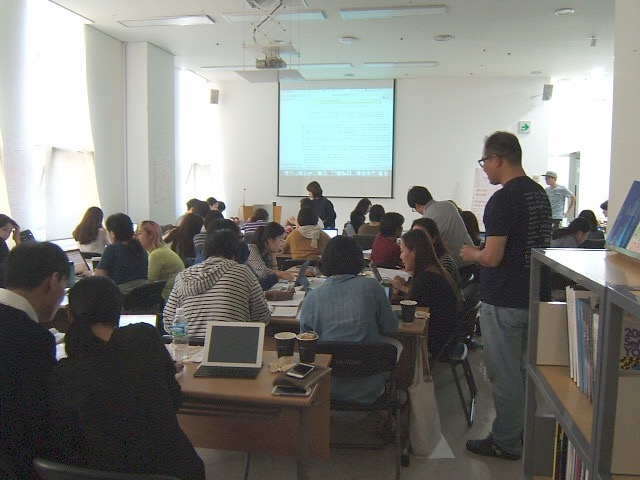
대한민국 서울시립미술관에서 개최된 에디터톤이 진행되고 있는 모습.

에디터톤(edit-a-thon 또는 editathon)은 위키백과, 오픈스트리트맵과 같은 프로젝트의 온라인 커뮤니티에서, 편집자들이 특정한 주제나 콘텐츠의 종류를 편집하고 향상시키기 위하여 함께 모이는 행사이다. 일반적으로는 편집자들을 위한 기초적인 편집 훈련을 포함한다. 이 용어는 편집을 뜻하는 에딧(edit)과 마라톤(marathon)의 혼성어이다.
위키백과 에디터톤은 위키미디어 재단 지부나 박물관, 기록 보관소와 같은 문화 기관에서 개최되고, 유적지, 박물관 소장품, 여성사, 미술, 페미니즘, 위키백과의 성 격차(gender gap) 문제 해소 등의 주제를 포함한다. 여성이나 아프리카계 미국인, LGBT 커뮤니티는 성적, 인종적 격차를 줄이기 위해 에디터톤을 이용하고 있다.
몇몇 에디터톤은 위키피디언 인 레지던스에 의해 주최되기도 한다. 가장 긴 오프라인 에디터톤은 멕시코 시티의 소우마야 박물관에서 2015년 6월 9일부터 12일까지 있었던 에디터톤이다. 위키미디어 멕시코의 자원봉사자들과 박물관 직원들이 72시간 동안 편집에 참여했다. 이 에디터톤은 또한 기네스 세계 기록에 가장 긴 기록으로 등재되었다.
대한민국에서는 2016년 이화여자대학교 박물관에서 열렸으며, 2019년에는 숭의여자대학교 문헌정보학과, 동국대학교 중앙도서관 등에서 도서관에서 에디터톤 교육이 실시되었다.
오픈스트리트맵 커뮤니티도 다수의 에디터톤을 주최하였다.

## 같이 보기
- 해커톤
- 위키백과:오프라인 모임

| 하위 분류를 보려면 아래의 "►"를 클릭하십시오: |
| --------------------------------------------- |
| 위키백과 오프라인 모임                        |